# 울산광역시 부시장
울산광역시 부시장(蔚山廣域市 副市長)은 울산광역시장을 보좌하여 울산광역시의 사무를 관장하는 고위공무원이다.
행정부시장, 경제부시장 등 총 2명의 부시장을 두며, 행정부시장은 국가직 가급 상당의 고위공무원으로, 경제부시장은 지방관리관으로 보한다.
울산광역시장의 사고시 행정부시장, 경제부시장의 순으로 그 직무를 대행한다.

## 현임 부시장
- 행정부시장: 안승대
- 경제부시장: 안효대

## 장대

### 부울산읍 부읍장
- 박향묵(朴鄕默) 1945년 8월 16일~1945년 9월 2일, 조선총독부 최후의 울산읍부읍장(1936년 6월 2일 임명)
- 박현호(朴鉉鎬) 1945년 9월 2일~1947년
- 김차조(金且祚) 1952년

### 울산시 부시장
- 전경쇠(全慶釗) 1966년 7월 1일~1966년 7월 24일
- 이동만(李東萬) 1966년 7월 25일~1968년
- 전경쇠(全慶釗) 1968년~1969년
- 박용범(朴容範) 1960년~1970년 6월 12일
- 최재현(崔在顯) 1971년~1973년 8월 14일, 통영군수 전출
- 안승을(安承乙) 1973년 8월 15일~
- 전병출(田炳出)~1975년 5월 28일
- 안정수(安井洙) 1975년 5월 28일~1978년
- 김부용(金富用) 1982년~1985년 11월 26일, 사표
- 조목희(趙沐熙)~1988년 11월 18일
- 김동호(金東鎬) 1988년 11월 19일~1989년 5월 2일
- 박찬희(朴賛熙) 1989년 5월 3일~1990년
- 이수열~1992년
- 김영철(金英轍) 1994년 4월 20일~1994년 12월 29일
- 엄정인(嚴正仁) 1994년 12월 30일~1995년 10월 14일
- 안두환(安斗煥) 1995년 10월 15일~1997년 1월 27일

- 이계진(李啓辰) 1997년 1월 28일~1997년 7월 14일

### 울산광역시 행정부시장
| 대수     | 이름           | 임기                              |
| -------- | -------------- | --------------------------------- |
| 직대     | 이계진(李啓辰) | 1997년 7월 15일~1999년 3월 24일   |
| 1대      | 이계진(李啓辰) | 1999년 3월 25일~1999년 12월 29일  |
| 2대      | 조기안         | 2000년 1월 1일~2002년 2월 7일     |
| 3대      | 문원경(文元京) | 2002년 2월 8일~2003년 3월 31일    |
| 4대      | 박재택(朴載宅) | 2003년 4월 1일~2005년 8월 1일     |
| 직무대리 | 배흥수         | 2005년 9월 21일~2006년 6월 30일   |
| 5대      | 배흥수         | 2006년 7월 1일~2007년 1월 10일    |
| 6대      | 하동원         | 2007년 1월 22일~2008년 3월 12일   |
| 7대      | 서필언         | 2008년 3월 13일~2009년 11월 16일  |
| 8대      | 전충렬         | 2009년 11월 17일~2010년 10월 31일 |
| 9대      | 오동호         | 2010년 12월 8일~2012년 9월 20일   |
| 10대     | 박성환         | 2012년 9월 21일~2014년 10월 30일  |
| 11대     | 이지헌         | 2014년 10월 31일~2016년 2월 2일   |
| 12대     | 허언욱         | 2016년 2월 3일~2018년 10월 29일   |
| 13대     | 김석진         | 2018년 10월 30일~2021년 3월 26일  |
| 14대     | 장수완         | 2021년 3월 29일~2022년 9월 29일   |
| 15대     | 서정욱         | 2022년 9월 30일~2024년 4월 28일   |
| 16대     | 안승대         | 2024년 4월 29일~                  |

### 울산광역시 정무부시장
| 대수     | 이름           | 임기                             |
| -------- | -------------- | -------------------------------- |
| 직대     | 김상진(金相鎭) | 1997년 7월 23일~1997년 9월 9일   |
| 1대      | 김태수(金泰洙) | 1997년 9월 10일~1998년 12월 9일  |
| 2대      | 엄창섭(嚴昌燮) | 1998년 12월 10일~2002년 1월 7일  |
| 3대      | 김복만         | 2002년 1월 8일~2002년 6월 30일   |
| 4대      | 김명규         | 2002년 8월 13일~2006년 5월 2일   |
| 직무대리 | 송영곤         | 2006년 5월 3일~2006년 8월 24일   |
| 5대      | 주봉현         | 2006년 8월 25일~2010년 12월 31일 |

### 울산광역시 경제부시장
| 대수 | 이름           | 임기                             |
| ---- | -------------- | -------------------------------- |
| 1대  | 주봉현         | 2011년 1월 1일~2011년 2월 7일    |
| 2대  | 장만석         | 2011년 2월 8일~2014년 6월 30일   |
| 3대  | 이태성         | 2014년 8월 29일~2015년 12월 31일 |
| 4대  | 오규택         | 2016년 1월 1일~2018년 2월 11일   |
| 5대  | 김형수         | 2018년 2월 12일~2018년 7월 30일  |
| 6대  | 송병기         | 2018년 9월 1일~2020년 1월 14일   |
| 7대  | 조원경         | 2020년 2월 5일~ 2022년 6월 30일  |
| 8대  | 안효대(安孝大) | 2022년 7월 1일~                  |